# 食と性
本項では食と性の結びつきについて解説する。

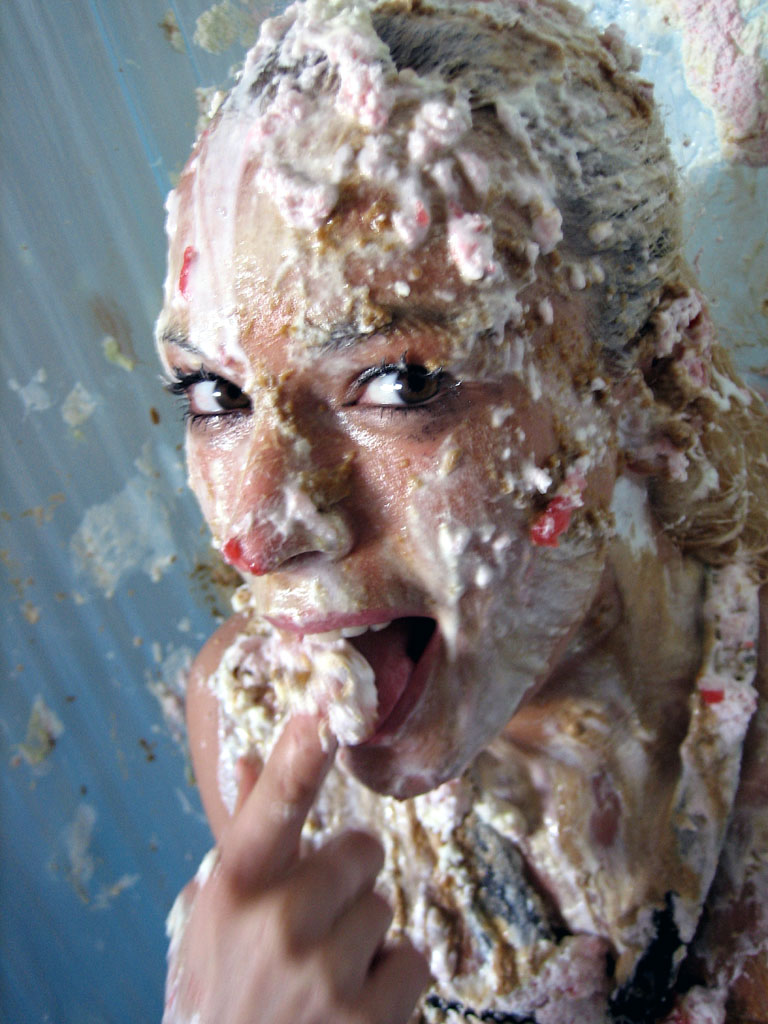
食と性が倒錯した関係をとりむすべばフード・フェティシズムというかたちをとる

人類の歴史を通じて食と性はさまざまな形で結びついている。例えばチョコレートやカキはみだらな気持ちを呼び起こすと言われているし、精力を増進するために動物の精巣などを口にする文化もある。単に物質的な側面にとどまらず、聖書的な禁断の果実やチェリーが処女性との連想を誘うように食は象徴主義的なテーマとも関係が深い。また性的な述語や詩作においては隠語のようなかたちで暗喩的にももちいられる。官能的であるとみなされる食べ物にはその見た目や感触、味がかかわっており、ホイップクリームや溶かしたチョコレート、いちご、ピーナッツバターなどは時として肌をくすぐるような快楽をもとめて使われる。食と性の関係は書物や映画などでも探求されるテーマの一つである。

## 美術と文学

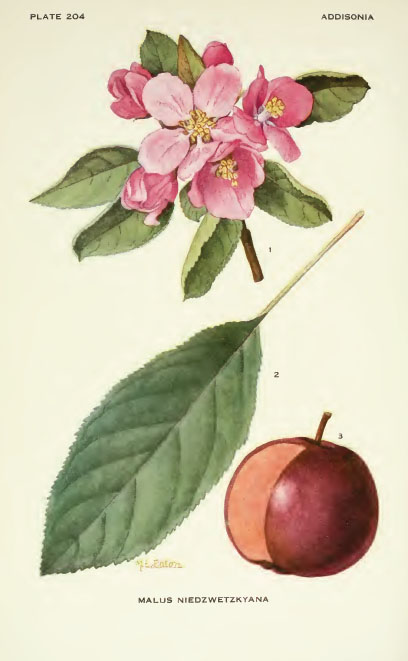
多くの文化で林檎は官能的な果物とみなされている

この両者のつながりを様々な芸術が追い求めてきた。例えばギ・ド・モーパッサンは偏執的なこだわりをみせ、なかでも中編小説『脂肪の塊』では主人公の娼婦に果物のイメージを重ね、性愛と食事をむすびつけることで作品のテーマを構築している。1998年のアート・ショウ「響き（Reflect）」に並んだモナリ・メヘル（Monali Meher）の作品は、食と性の関係をはじめ、窃視症やステロタイプ、消費者運動、自由や広告といったテーマを内包していた。また食と性の関係をとらえた19世紀から20世紀にかけてのアメリカの芸術作品を展示する試みが1991年にニューヨーク歴史協会で行われている。

## 社会学と人類学
「食を味わい、自由を味わう」の著者シドニー・W・ミンツは「権力や自由、純粋性との関係もふくめて食というものを人類学的な見取り図におく」エッセイを書いている 。ニール・D・バーナードとヨハン・ステパニャクの共著「食事とセックス」でも「食事の誘いを断る」方法に一章が割かれているし、ロザリン・メドウとリリー・ワイスたちは「女性たちの飲食と性の葛藤を」論じている。

## その他のメディア
「タンポポ」、「ナインハーフ」、「ショコラ」、「ライク・ウォーター・フォー・チョコレート」、「恋人たちの食卓」、「バベットの晩餐会」などの映画は食と性の関係を描き出しているし、「トム・ジョーンズの華麗な冒険」には有名な食事のシーンがある。また「アメリカン・パイ」に登場する若い男女はパイをつかって擬似的な性交にふける。
フランスの小唄「アニーとボンボン」につけられた歌詞はロリポップを性的なメタファーとして両義的にもちいている。またハーブ・アルパートとザ・ティファナ・ブラスの1965年のアルバム「ホイップ・クリームと大好きなもの（Whipped Cream and Other Delights）」のカバーはホイップ・クリームでおおわれた女性の写真である。広告メディアを例にとれば、「カールスジュニア」のCMには肌を露わにしたパリス・ヒルトンが熱心にこの会社のハンバーガーを食べるという内容のものがあった。

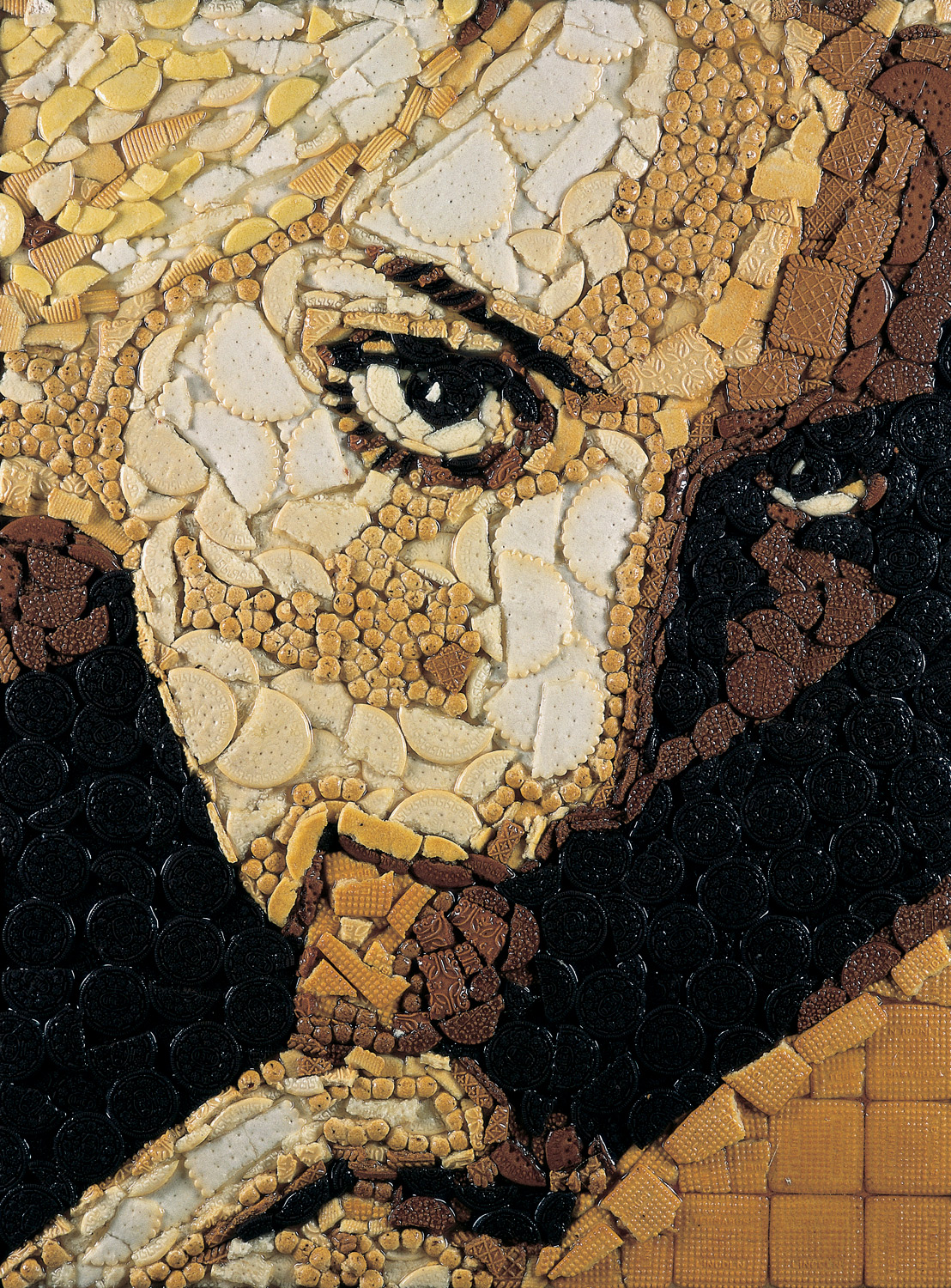
クッキーとビスケットをもちいた性描写

## 暗喩と象徴
性的な文脈においては食べ物が身体の部位のシンボルやメタフォリックなふるまいの表象ともなりうる。よく知られた例として、バナナやズッキーニ、きゅうりがファルスの暗喩となることがあげられる。メロンも同様に乳房のかわりにもちいられることがあるが、それは女性のはだかの胸をおおうためにこの果物をつかうオースティン・パワーズの映画などもみることができる。